# NGC 7769
NGC 7769 est une galaxie spirale située dans la constellation de Pégase. Sa vitesse par rapport au fond diffus cosmologique est de 3 855 ± 25 km/s, ce qui correspond à une distance de Hubble de 56,8 ± 4,0 Mpc (∼185 millions d'al). NGC 7769 a été découverte par l'astronome germano-britannique William Herschel en 1784.
La classe de luminosité de NGC 7769 est II et elle présente une large raie HI. De plus, elle est aussi une galaxie LINER, c'est-à-dire une galaxie dont le noyau présente un spectre d'émission caractérisé par de larges raies d'atomes faiblement ionisés. Elle renferme également des régions d'hydrogène ionisé (HII).
En raison d'une brillance de surface égale à 14,34 mag/am2, on peut qualifier NGC 7769 de galaxie à faible brillance de surface (LSB en anglais pour low surface brightness). Les galaxies LSB sont des galaxies diffuses (D) avec une brillance de surface inférieure de moins d'une magnitude à celle du ciel nocturne ambiant.
À ce jour, quatre mesures non basées sur le décalage vers le rouge (redshift) donnent une distance de 94,000 ± 7,025 Mpc (∼307 millions d'al), ce qui est à l'extérieur des valeurs de la distance de Hubble.

## Galaxies en interaction

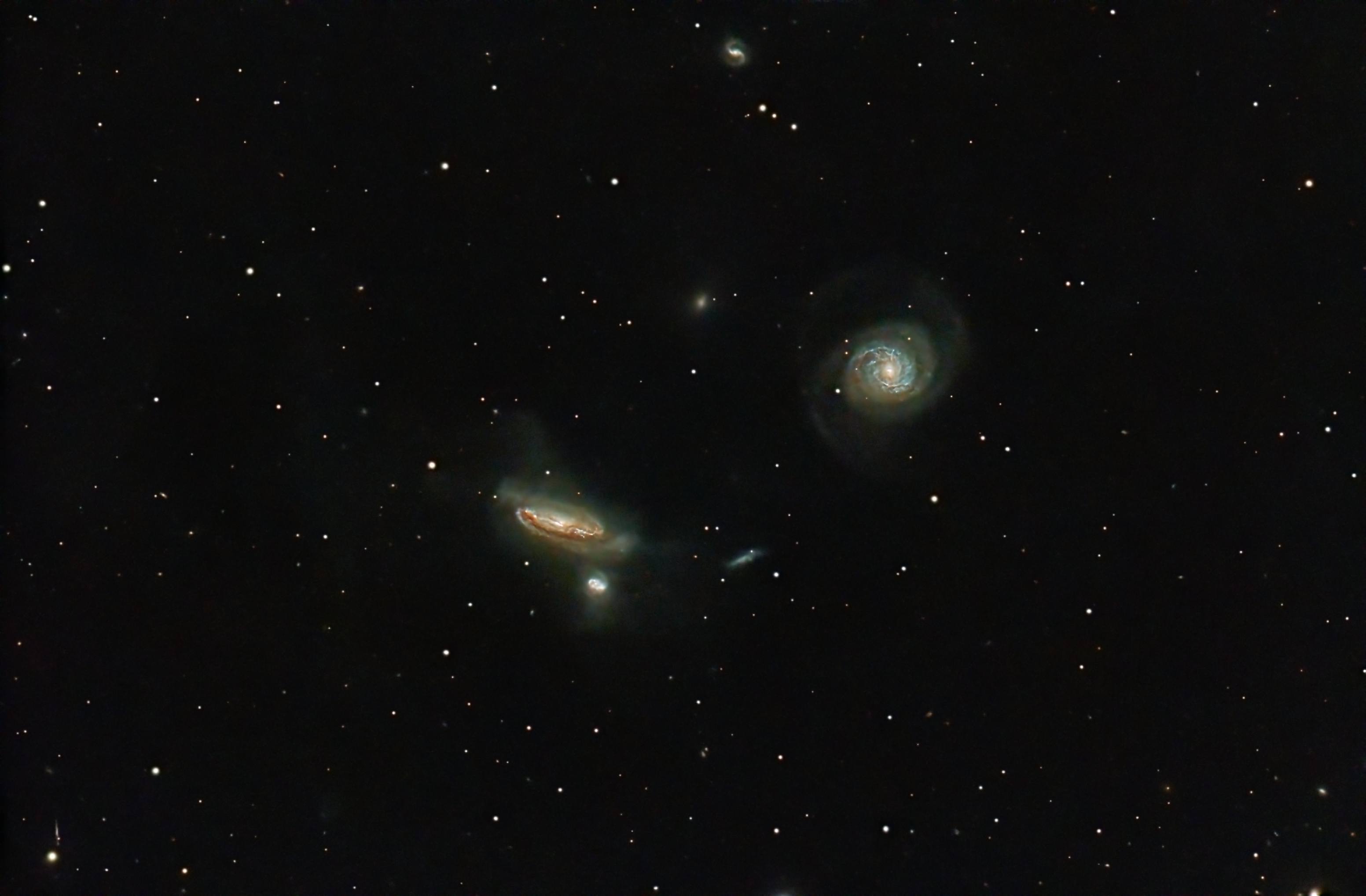
Le triplet de galaxies NGC 7769 (droite), NGC 7770 et NGC 7771 imagé par Juan Lacruz.

NGC 7769 forme un triplet de galaxies en interaction gravitationnelle avec ses voisines NGC 7770 et NGC 7771. La galaxie principale du groupe, NGC 7771, a subi une rencontre rapprochée avec la galaxie spirale NGC 7769 et une autre plus récemment avec NGC 7770. NGC 7769 apparaît aujourd'hui, vue depuis la Terre, plus éloignée des deux autres, mais la possibilité d'une seconde rencontre entre elle et NGC 7771 dans un avenir lointain n'est pas exclue.

## Supernova
La supernova SN 2022mxv (ou ATLAS22qxp) a été découverte dans NGC 7769 le 18 juin 2022 par le relevé astronomique ATLAS (Asteroid Terrestrial-impact Last Alert System). D'une magnitude apparente de 18,43 au moment de sa découverte, elle était de type II. Sa distance par rapport à la Terre a pu être estimée à environ 61,0 Mpc (∼199 millions d'al),.

## Groupe de NGC 7771
Selon A.M. Garcia, NGC 7769 est membre du groupe de galaxies de NGC 7771. Le groupe de NGC 7771 comprend au moins 4 membres, soit NGC 7769, NGC 7770, NGC 7771 et NGC 7786.
Selon un article publié en 2016, la galaxie PGC 214993 (ou NGC 7771A) forme avec NGC 7769, NGC 7770 et NGC 7771 un quartet de galaxies en interaction. La distance de Hubble de PGC 214993 est égale à 55,23 ± 3,89 Mpc (∼180 millions d'al), soit relativement proche de celles des autres galaxies du groupe. Il est donc possible qu'elle en fasse effectivement partie.

## Galerie

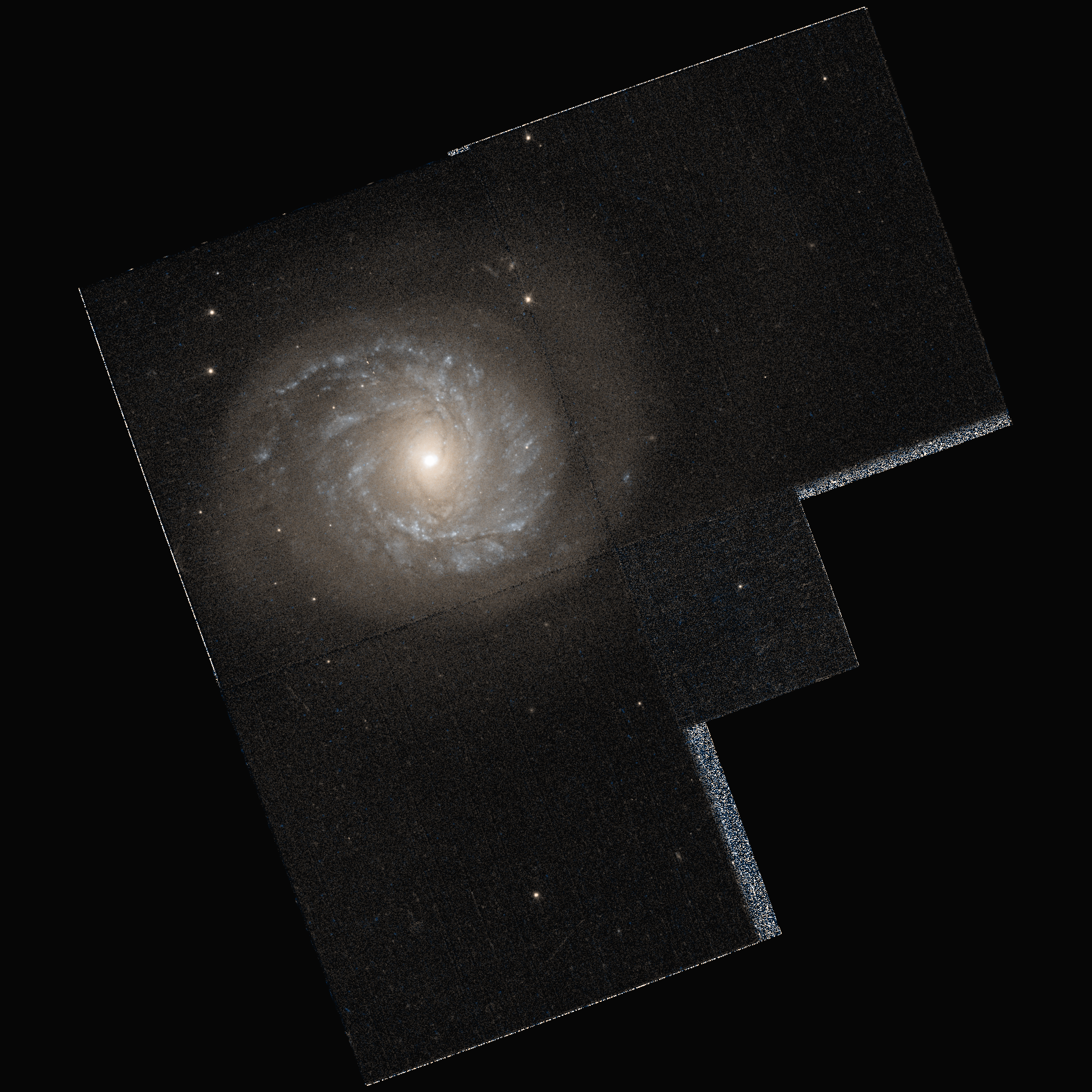
NGC 7769 selon les données captées par le télescope spatial Hubble.
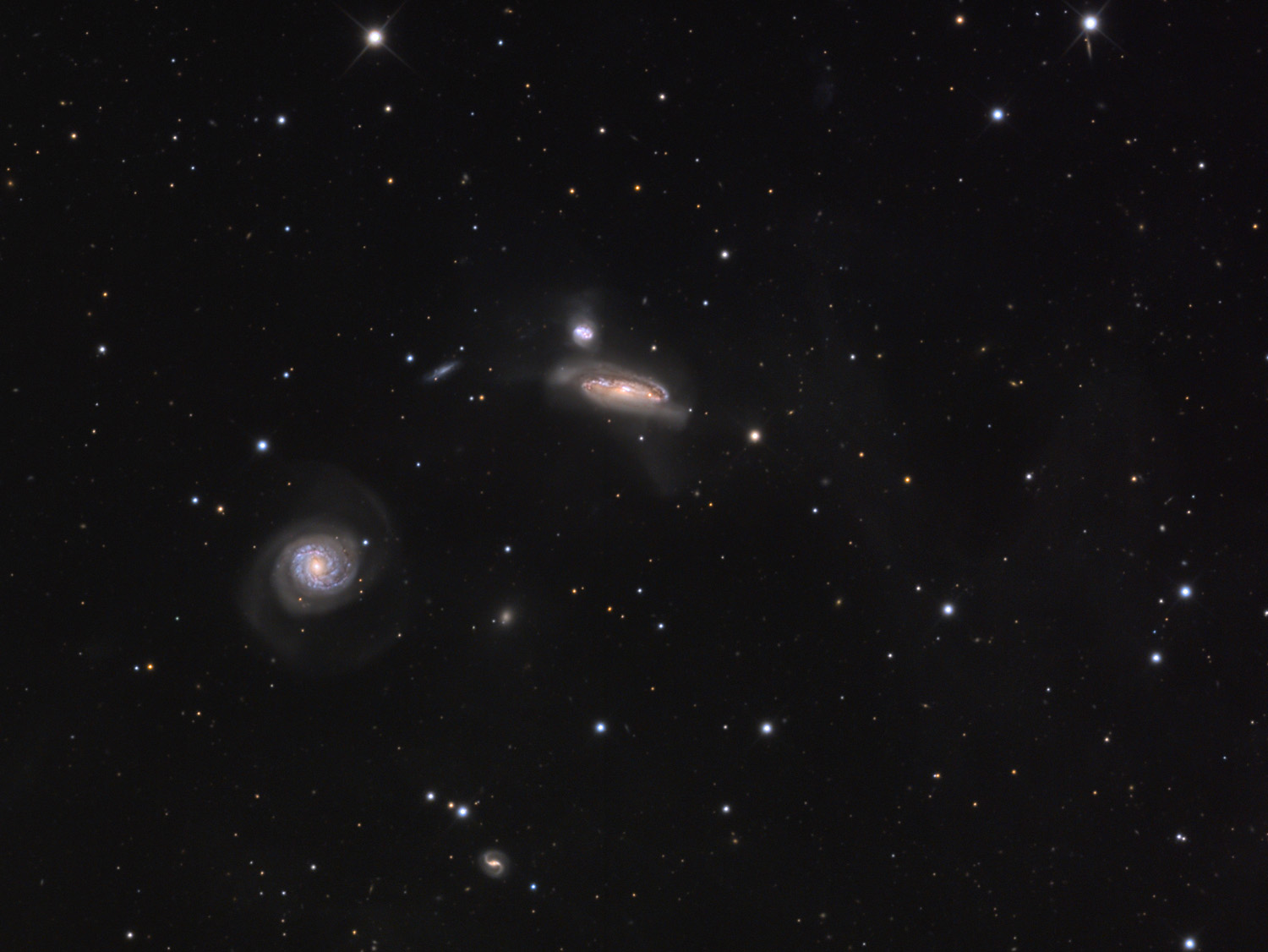
NGC 7769 (gauche) et Cie, imagée par Adam Block (Observatoire du mont Lemmon/Université de l'Arizona).